# Färöischer Fußballpokal 1961
Der Färöische Fußballpokal 1961 wurde zum siebten Mal ausgespielt. Im Endspiel, welches im Stadion Sevmýri in Tvøroyri ausgetragen wurde, siegte Titelverteidiger TB Tvøroyri mit 2:0 gegen B36 Tórshavn und konnte den Pokal somit zum vierten Mal gewinnen.
TB Tvøroyri und B36 Tórshavn belegten in der Meisterschaft die Plätze drei und zwei.

## Teilnehmer
Teilnahmeberechtigt waren folgende drei Mannschaften der Meistaradeildin:
| Meistaradeildin                      |
| B36 Tórshavn HB Tórshavn TB Tvøroyri |

## Modus
Für den Pokal waren alle Erstligisten zugelassen, KÍ Klaksvík nahm jedoch nicht teil. Alle Runden wurden im K.-o.-System ausgetragen.

## Qualifikationsrunde
|              | Ergebnis |             |
| ------------ | -------- | ----------- |
| B36 Tórshavn | 4:1      | HB Tórshavn |

## Finale
| Paarung  | TB Tvøroyri – B36 Tórshavn |
| Ergebnis | 2:0                        |
| Stadion  | Sevmýri, Tvøroyri          |
| Tore     | 1:0 ? (?.) 2:0 ? (?.)      |